# Ore, Haute-Garonne
 Ore  là một xã thuộc tỉnh Haute-Garonne trong vùng Occitanie tây nam nước Pháp. Xã này nằm ở khu vực có độ cao trung bình 492 mét trên mực nước biển.